# Hrîhorivka, Mașivka
Hrîhorivka (în ucraineană Григорівка) este un sat în comuna Sahnivșciîna din raionul Mașivka, regiunea Poltava, Ucraina.

## Demografie
Componența lingvistică a localității Hrîhorivka
     Ucraineană (87,5%)
     Rusă (9,56%)
     Belarusă (1,84%)
Conform recensământului din 2001, majoritatea populației localității Hrîhorivka era vorbitoare de ucraineană (87,5%), existând în minoritate și vorbitori de rusă (9,56%) și belarusă (1,84%).